# 2016년 스페인 그랑프리
2016년 스페인 그랑프리(스페인어: Gran Premio de España de 2016)는 2016년 F1 월드 챔피언십 5차전으로 2016년 5월 15일에 몬트멜로의 바르셀로나 카탈루냐 서킷에서 개최되었다.

## 결승
2016년 5월 15일 막스 페르스타펜이 18세의 나이로 사상 최연소로 우승했다.